# Leichtathletik-Länderkampf der Frauen 1981 Großbritannien – BR Deutschland – Polen
| 8. Leichtathletik-Länderkampf mit bundesdeutscher Beteiligung 1981  | 8. Leichtathletik-Länderkampf mit bundesdeutscher Beteiligung 1981 |
| ------------------------------------------------------------------- | ------------------------------------------------------------------ |
|                                                                     |                                                                    |
| Ländervergleich der Frauen: Großbritannien – BR Deutschland – Polen |                                                                    |
| Austragungsort                                                      | London                                                             |
| Wettbewerbe                                                         | 15                                                                 |
| Datum                                                               | 23./24. Juni                                                       |
| 1. GBR 2. FRG 3. POL                                                | 119 Punkte 110 Punkte 081 Punkte                                   |
| Chronik                                                             |                                                                    |
| ← GBR-FRG-POL (M)                                                   | FRG-DNK-FRA-SWE-SUI00 Geher (F) →                                  |

Im achten Vergleich des Länderkampfjahres 1981 trafen die Frauen wie parallel die Männer am 23./24. Juni in London auf Großbritannien und Polen. Einen Vierländerkampf unter zusätzlicher Beteiligung der Schweiz hatte es 1979 gegeben, den die Britinnen vor der Bundesrepublik und Polen für sich entschieden hatten.
Mit Großbritannien hatten die bundesdeutschen Frauen zuvor dreizehn Zweiländerkämpfe ausgetragen, die Bilanz lautete sieben zu sechs für die Bundesrepublik. Die letzte Begegnung war 1977 an Großbritannien gegangen.
Dreizehn Mal war die Bundesrepublik zuvor auf Polen getroffen. Acht Mal hatten die bundesdeutschen Leichtathletinnen gesiegt, fünf Mal die Polinnen, zuletzt hatte Polen 1980 vorne gelegen, als mit Ungarn ein drittes Team in getrennter Wertung an dem Aufeinandertreffen beteiligt war.

## Modus
Auf dem Programm standen neben den bei Frauenländerkämpfen üblichen dreizehn Disziplinen, die den olympischen Wettbewerbskatalog komplett abdeckten, zwei weitere Rennen über 3000 Meter und 400 Meter Hürden, sodass in dieser Begegnung fünfzehn Wettbewerbe stattfanden. Die beiden zusätzlichen Disziplin wurden 1984 in den olympischen Katalog für Frauen aufgenommen. Am Start waren in beiden Länderkämpfen zwei Teilnehmerinnen je Land und Wettbewerb. Die Wertung erfolgte nach folgendem System: In den Einzelläufen wurde Platz eins mit sieben Punkten belohnt, für Platz zwei gab es fünf Punkte, für Platz drei vier, für Platz vier drei Punkte usw. In den Staffeln wurde mit sieben zu vier zu zwei gepunktet.

## Ergebnis
Dieser Länderkampf wurde weitgehend von den Britinnen dominiert, die in allen Bereichen außer den Sprüngen vorne lagen. Die Sprungwettbewerbe wurden beide von bundesdeutschen Sportlerinnen gewonnen. In den Einzelläufen verbuchte Großbritannien fünf Erfolge, die Bundesrepublik und Polen je einen. Darüber hinaus gab es im 1500-Meter-Lauf ein Remis zwischen Großbritannien und der Bundesrepublik. Beide Staffeln gingen an die britischen Läuferinnen. In der Kategorie Wurf/Stoß entschied jedes Team je eine Disziplin für sich, Großbritannien erzielte dabei einen Doppelerfolg, was den beiden anderen Ländern nicht gelang. Am Ende gab es dieselbe Reihenfolge wie 1979. Trotz der zahlreichen britischen Erfolge war das Ergebnis bedingt durch gute bundesdeutsche Platzierungen auf den Rängen nach Platz eins am Ende knapp Die Britinnen siegten mit 119 Punkten vor dem bundesdeutschen Team, das auf 110 Punkte kam. Die Polinnen belegten mit 81 Punkten etwas abgeschlagen den dritten Platz.

## Resultate

### 100 m
| Platz | Athletin          | Land | Zeit (s) |
| ----- | ----------------- | ---- | -------- |
| 1     | Kathy Smallwood   | GBR  | 11,42    |
| 2     | Beverley Goddard  | GBR  | 11,47    |
| 3     | Heidi-Elke Gaugel | FRG  | 11,69    |
| 4     | Elvira Possekel   | FRG  | 12,00    |
| 5     | Danuta Perka      | POL  | 12,07    |
| 6     | Elżbieta Rabsztyn | POL  | 12,17    |

Datum: 23. Juni

### 200 m
| Platz | Athletin           | Land | Zeit (s) |
| ----- | ------------------ | ---- | -------- |
| 1     | Kathy Smallwood    | GBR  | 22,60    |
| 2     | Beverley Goddard   | GBR  | 22,69    |
| 3     | Claudia Steger     | FRG  | 23,30    |
| 4     | Heidi-Elke Gaugel  | FRG  | 23,33    |
| 5     | Grażyna Oliszewska | POL  | 24,57    |

Datum: 24. Juni
Polen stellte nur eine Teilnehmerin.
Die Rückenwindunterstützung lag über dem erlaubten Limit von 2,0 m/s.

### 400 m
| Platz | Athletin             | Land | Zeit (s) |
| ----- | -------------------- | ---- | -------- |
| 1     | Joslyn Hoyte-Smith   | GBR  | 51,22    |
| 2     | Michelle Scutt       | GBR  | 52,10    |
| 3     | Birgit Vöcking       | FRG  | 52,80    |
| 4     | Genowefa Błaszak     | POL  | 52,81    |
| 5     | Grażyna Oliszewska   | POL  | 53,50    |
| 6     | Christiane Brinkmann | FRG  | 53,99    |

Datum: 23. Juni

### 800 m
| Platz | Athletin          | Land | Zeit (min) |
| ----- | ----------------- | ---- | ---------- |
| 1     | Margrit Klinger   | FRG  | 2:00,12    |
| 2     | Jolanta Januchta  | POL  | 2:00,29    |
| 3     | Elisabeth Schacht | FRG  | 2:00,93    |
| 4     | Wanda Stefanska   | POL  | 2:01,27    |
| 5     | Cherry Hanson     | GBR  | 2:01,79    |
| 6     | Gill Dainty       | GBR  | 2:08,17    |

Datum: 23. Juni

### 1500 m
| Platz | Athletin          | Land | Zeit (min) |
| ----- | ----------------- | ---- | ---------- |
| 1     | Brigitte Kraus    | FRG  | 4:10,95    |
| 2     | Chris Boxer       | GBR  | 4:11,63    |
| 3     | Anna Bukis        | POL  | 4:12,06    |
| 4     | Chris Benning     | GBR  | 4:15,45    |
| 5     | Celina Sokolowska | POL  | 4:18,45    |
| 6     | Martina Krott     | FRG  | 4:27,27    |

Datum: 24. Juni

### 3000 m
| Platz | Athletin        | Land | Zeit (min) |
| ----- | --------------- | ---- | ---------- |
| 1     | Paula Fudge     | GBR  | 9:00,77    |
| 2     | Vera Steiert    | FRG  | 9:03,87    |
| 3     | Charlotte Teske | FRG  | 9:05,83    |
| 4     | Jane Furniss    | GBR  | 9:10,62    |
| 5     | Wanda Panfil    | POL  | 9:28,49    |

Datum: 24. Juni
Polen stellte nur eine Teilnehmerin.

### 100 m Hürden
| Platz | Athletin          | Land | Zeit (s) |
| ----- | ----------------- | ---- | -------- |
| 1     | Shirley Strong    | GBR  | 13,10    |
| 2     | Elżbieta Rabsztyn | POL  | 13,17    |
| 3     | Danuta Perka      | POL  | 13,20    |
| 4     | Lorna Boothe      | GBR  | 13,35    |
| 5     | Doris Baum        | FRG  | 13,45    |
| 6     | Silvia Kempin     | FRG  | 13,83    |

Datum: 24. Juni
Die Rückenwindunterstützung lag über dem erlaubten Limit von 2,0 m/s.

### 400 m Hürden
| Platz | Athletin         | Land | Zeit (s) |
| ----- | ---------------- | ---- | -------- |
| 1     | Genowefa Błaszak | POL  | 56,29    |
| 2     | Christine Warden | GBR  | 57,81    |
| 3     | Marlies Gutewort | FRG  | 58,72    |
| 4     | Elżbieta Katolik | POL  | 59,22    |
| 5     | Susan Dalgoutté  | GBR  | 59,79    |
| 6     | Silke Rasch      | FRG  | 60,22    |

Datum: 24. Juni

### 4 × 100 m Staffel
| Platz | Besetzung      | Land                                                             | Zeit (s) |
| ----- | -------------- | ---------------------------------------------------------------- | -------- |
| 1     | GBR            |                                                                  | 43,36    |
| 2     | BR Deutschland | Elvira Possekel Elke Vollmer Heidi-Elke Gaugel Christina Sussiek | 44,39    |
| 3     | Polen          |                                                                  | 46,45    |

Datum: 23. Juni

### 4 × 400 m Staffel
| Platz | Besetzung      | Land                                                           | Zeit (min) |
| ----- | -------------- | -------------------------------------------------------------- | ---------- |
| 1     | GBR            |                                                                | 3:29,03    |
| 2     | BR Deutschland | Claudia Steger Heidi-Elke Gaugel Elke Decker Christina Sussiek | 3:32,41    |
| 3     | Polen          |                                                                | 3:34,01    |

Datum: 24. Juni

### Hochsprung
| Platz | Athletin           | Land | Höhe (m) |
| ----- | ------------------ | ---- | -------- |
| 1     | Ulrike Meyfarth    | FRG  | 1,94     |
| 2     | Ann-Marie Cording  | GBR  | 1,89     |
| 3     | Brigitte Holzapfel | FRG  | 1,86     |
| 4     | Danuta Bułkowska   | POL  | 1,83     |
| 5     | Urszula Kielan     | POL  | 1,80     |
| 6     | Louise Miller      | GBR  | 1,75     |

Datum: 23. Juni

### Weitsprung
| Platz | Athletin        | Land | Weite (m) |
| ----- | --------------- | ---- | --------- |
| 1     | Karin Hänel     | FRG  | 6,40      |
| 2     | Anke Weigt      | FRG  | 6,35      |
| 3     | Ewa Garszynska  | POL  | 6,31      |
| 4     | Barbara Baran   | POL  | 6,26      |
| 5     | Allison Manley  | GBR  | 6,12      |
| 6     | Susan Hearnshaw | GBR  | 6,10      |

Datum: 24. Juni

### Kugelstoßen
| Platz | Athletin          | Land | Weite (m) |
| ----- | ----------------- | ---- | --------- |
| 1     | Ludwika Chewińska | POL  | 17,79     |
| 2     | Angela Littlewood | GBR  | 16,97     |
| 3     | Jutta Weide       | FRG  | 15,93     |
| 4     | Beatrix Philipp   | FRG  | 14,90     |
| 5     | Caroline Dyer     | GBR  | 14,11     |
| 6     | Danuta Majewska   | POL  | 13,40     |

Datum: 24. Juni

### Diskuswurf
| Platz | Athletin        | Land | Weite (m) |
| ----- | --------------- | ---- | --------- |
| 1     | Doris Gutewort  | FRG  | 59,88     |
| 2     | Danuta Majewska | POL  | 59,38     |
| 3     | Ewa Siepsiak    | POL  | 56,08     |
| 4     | Barbara Beuge   | FRG  | 54,54     |
| 5     | Leslie Bryant   | GBR  | 51,30     |
| 6     | Janette Kane    | GBR  | 49,80     |

Datum: 23. Juni

### Speerwurf
| Platz | Athletin            | Land | Weite (m) |
| ----- | ------------------- | ---- | --------- |
| 1     | Tessa Sanderson     | GBR  | 65,28     |
| 2     | Fatima Whitbread    | GBR  | 64,18     |
| 3     | Eva Helmschmidt     | FRG  | 64,16     |
| 4     | Ingrid Thyssen      | FRG  | 62,70     |
| 5     | Bernadetta Blechacz | POL  | 59,98     |
| 6     | Maria Jabłońska     | POL  | 56,24     |

Datum: 24. Juni